# Boivinellinae
Boivinellinae Pilg., 1940 è una sottotribù di piante angiosperme monocotiledoni appartenente alla famiglia delle Poacee (o Gramineae, nom. cons.), sottofamiglia Panicoideae.

## Etimologia
Il nome della sottotribù deriva dal genere Boivinella A. Camus (ora sinonimo di Cyphochlaena Hack.) il cui nome è stato dato in onore del botanico francese Louis Hyacinthe Boivin (1808–1852).
Il nome scientifico della sottotribù è stato definito dal botanico tedesco Robert Knud Friedrich Pilger (1876 - 1953) nella pubblicazione "Die Natürlichen Pflanzenfamilien"  (Nat. Pflanzenfam., ed. 2, 14e: 101. 1940) del 1940.

## Descrizione

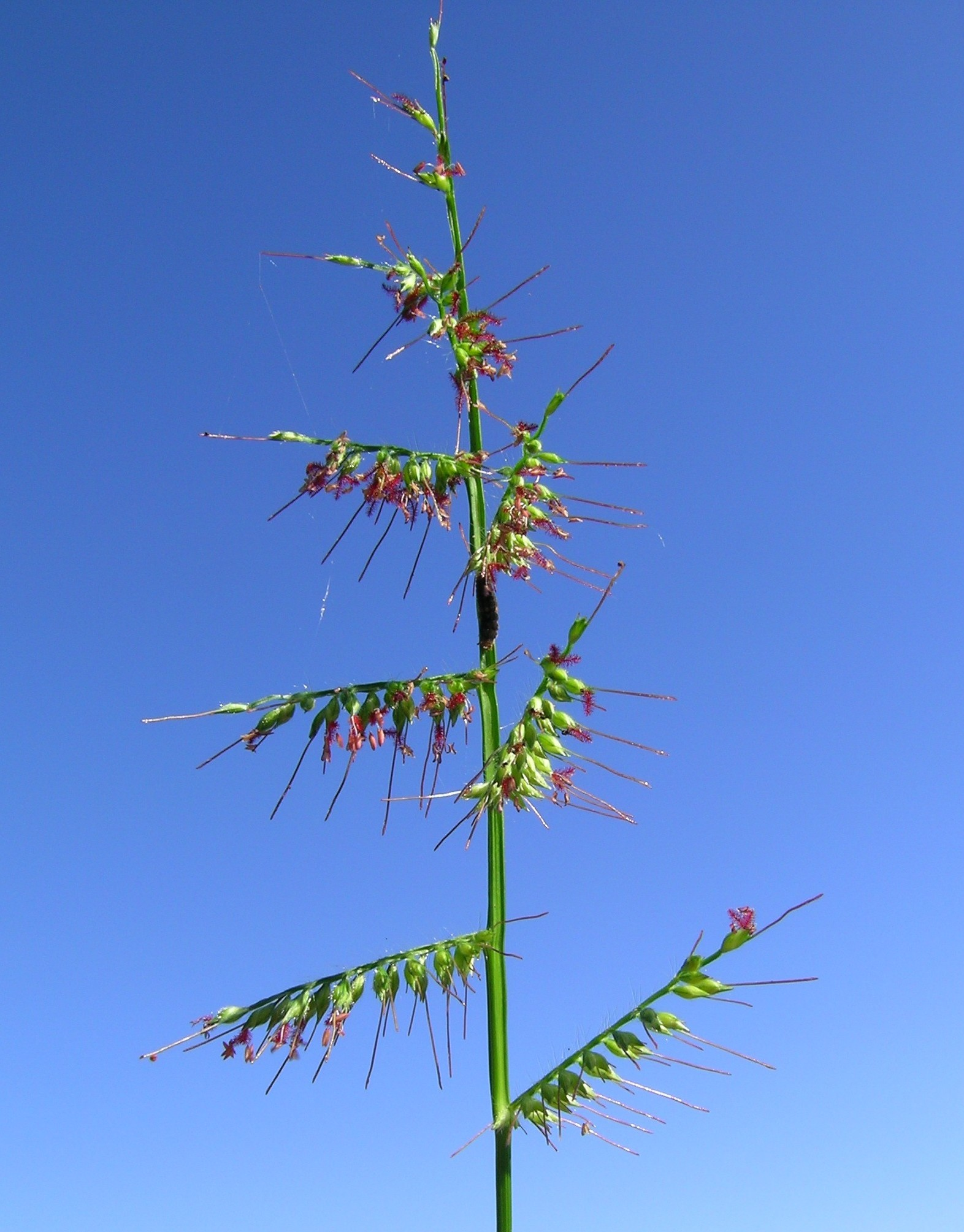
Il portamento
Oplismenus aemulus

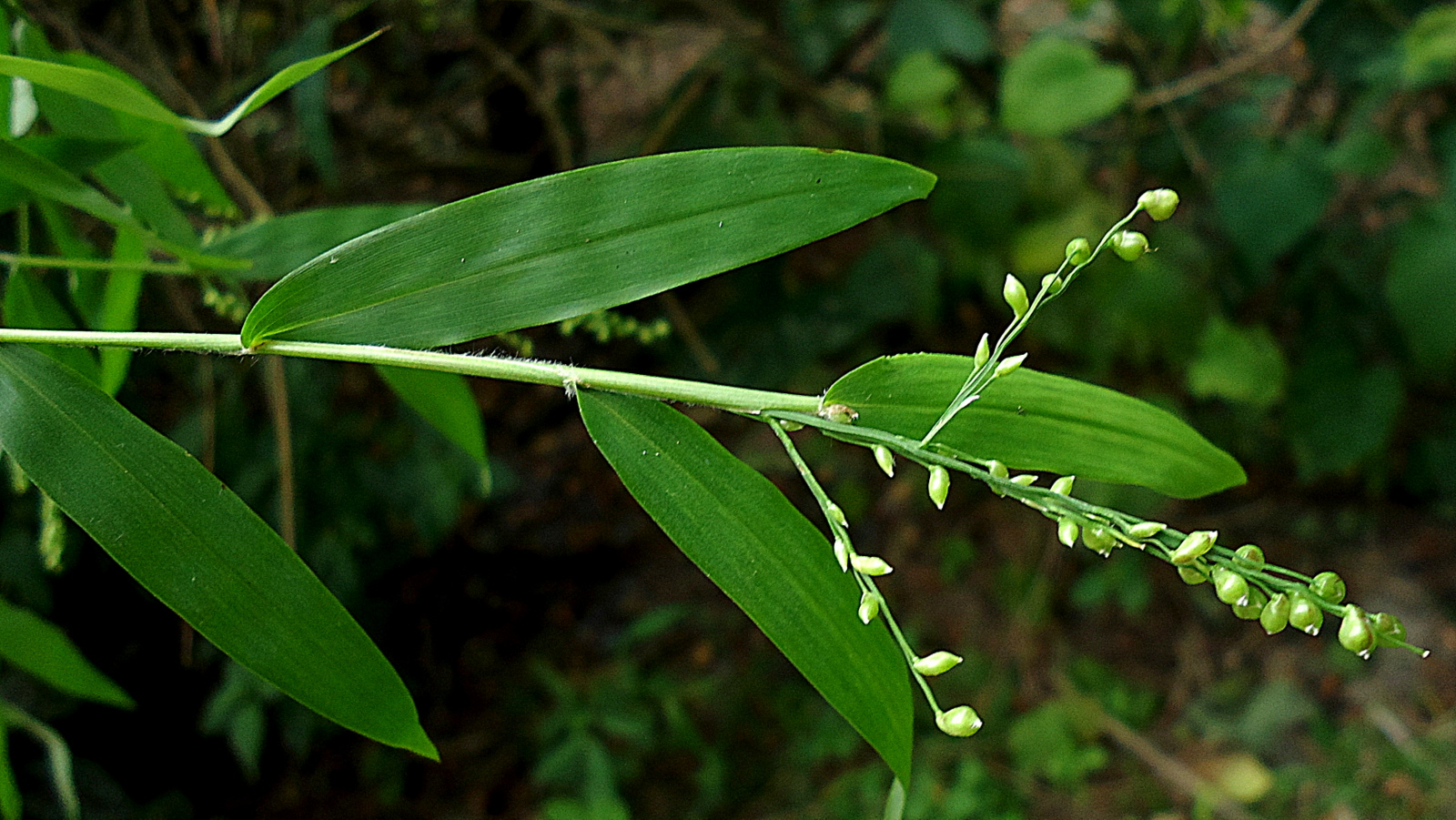
Le foglie
Lasiacis ligulata

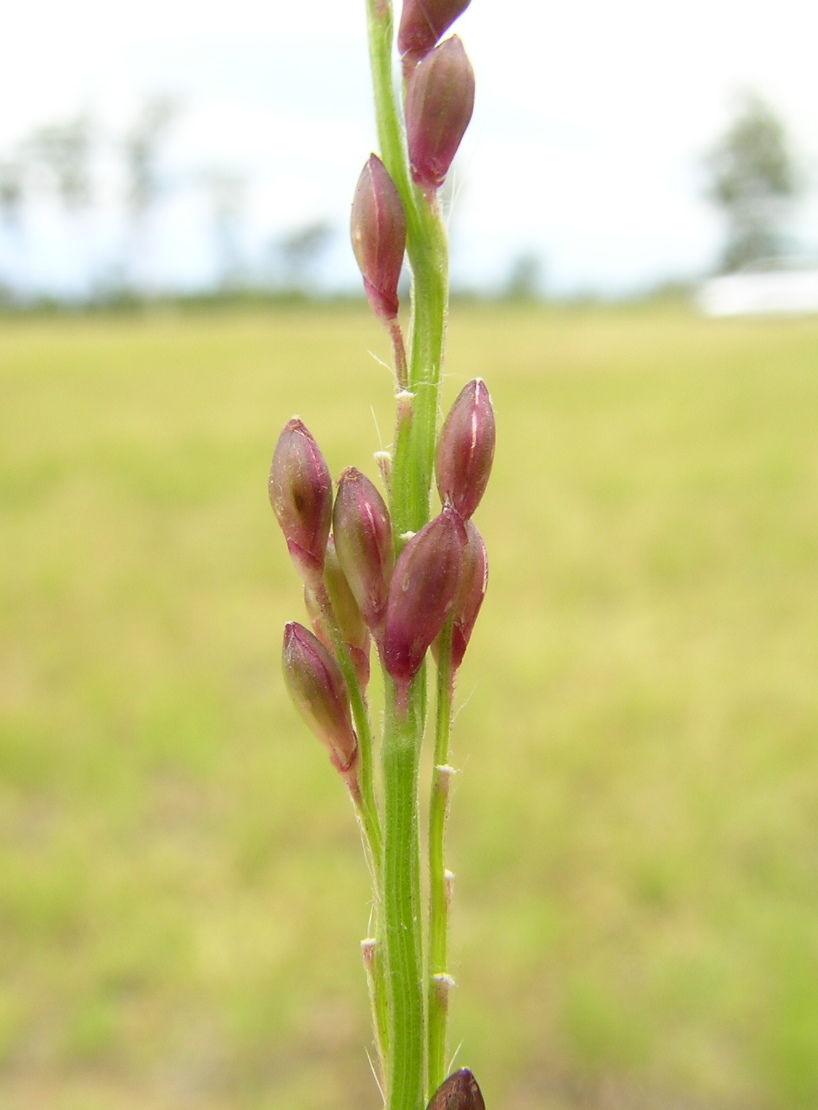
Infiorescenza
Entolasia marginata

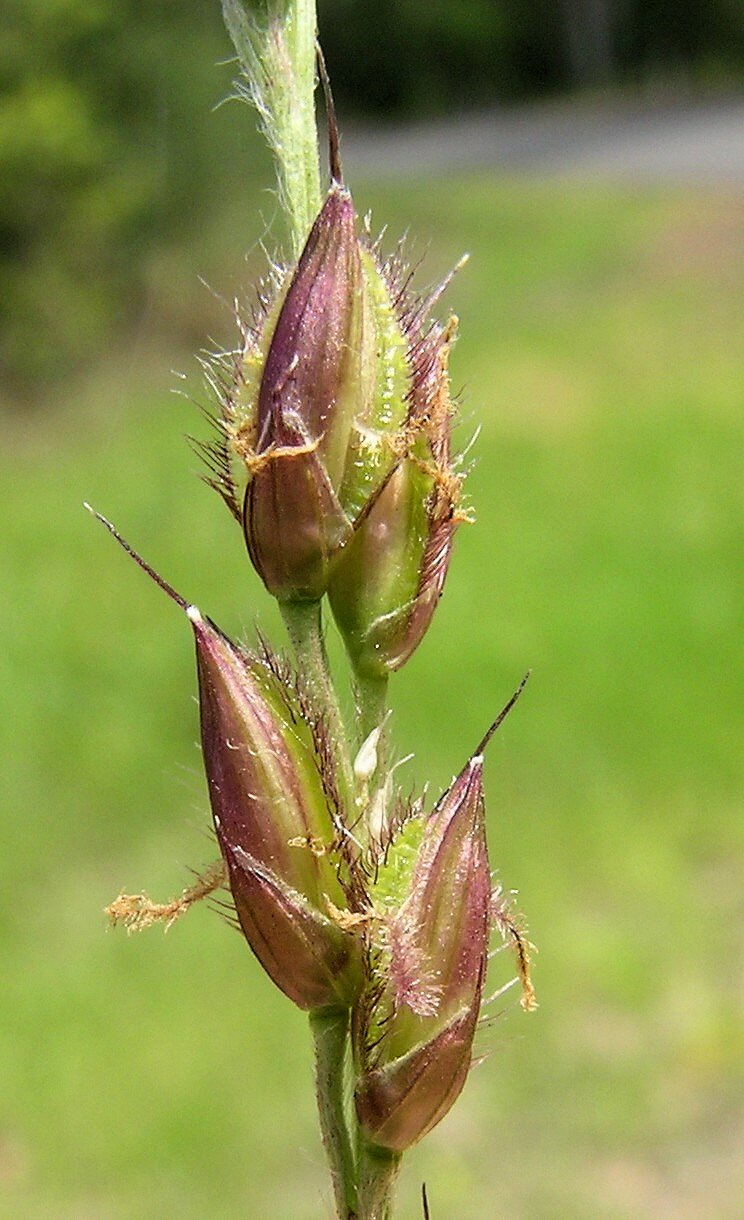
I fiori
Alloteropsis semialata

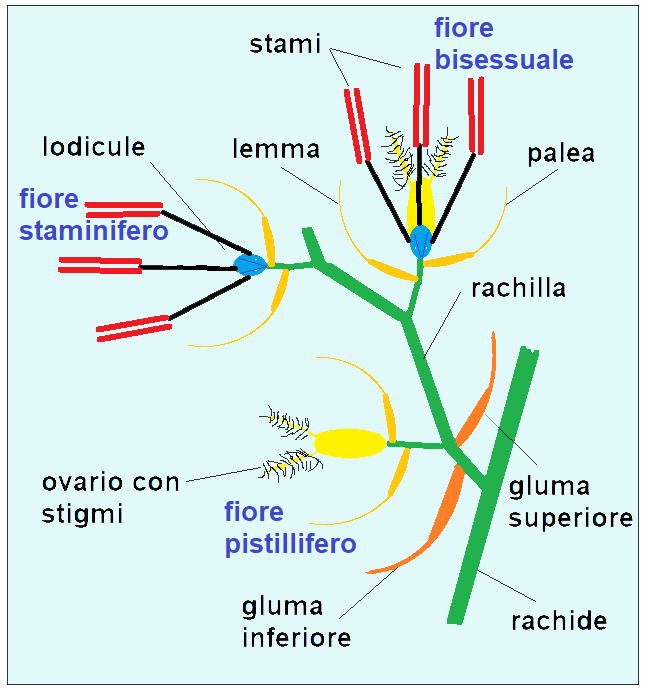
Spighetta generica con tre fiori diversi

### Portamento
Il portamento delle specie di questo gruppo in genere è cespitoso, rizomatoso (Mayariochloa) o stolonifero con cicli biologici annuali o perenni. I culmi possono essere ramificati, eretti o decombenti e radicanti ai nodi basali, oppure sono robusti e grossolani (in Lasiacis i culmi sono legnosi). Queste piante sono in fase di diffusione (o espansione) in tutto il mondo.

### Foglie
Le foglie lungo il culmo sono disposte in modo alterno, sono distiche e si originano dai vari nodi. Sono composte da una guaina, una ligula e una lamina. Le venature sono parallelinervie (a volte poco visibili). Possono essere presenti dei pseudopiccioli.
- Guaina: la guaina è abbracciante il fusto.
- Ligula: le ligule, strette, sono membranosa; la membrana è sfrangiata oppure termina con una frangia di peli. In Echinochloa le ligule spesso sono assenti.
- Lamina: la lamina ha delle forme generalmente da lanceolate a lineari-lanceolate oppure ovate, larghe e piatte. La base può essere cordata o pseudopicciolata. In Alloteropsis le lame sono convolute. In Ottochloa le lame fogliari si disarticolano dalle guaine.

### Fiori
- Infiorescenza principale (sinfiorescenza o semplicemente spiga): le infiorescenze, lasse lungo l'asse centrale, ascellari e terminali, in genere non sono ramificate (o con rami primari non ramificati, o rami primari ramificati formanti rami di ordine superiore) e sono formate da alcune spighette raggruppate o accoppiate in combinazione lunghe e corte ed hanno la forma di una pannocchia. In Amphicarpum le spighette sono cleistogame e sotterranee. In Cyphochlaena delle due spighette accoppiate, una è sessile e staminata o sterile, l'altra è pedicellata e pistillata o ermafrodita. In Echinochloa le spighette sono accoppiate su quattro file.
- Infiorescenza secondaria (o spighetta): le spighette, compresse lateralmente, sottese da due brattee distiche e strettamente sovrapposte chiamate glume (inferiore e superiore), sono formate da due fiori. Possono essere presenti dei fiori sterili; in questo caso sono in posizione distale rispetto a quelli fertili. Alla base di ogni fiore sono presenti due brattee: la palea e il lemma. La disarticolazione avviene con la rottura della rachilla sopra o sotto le glume.
- Glume: le glume, subuguali (in Alloteropsis quella inferiore è molto più piccola di quella superiore), sono membranose eventualmente con bordi ialini, con o senza barbe; in alcune specie possono avere gli apici crestati; la consistenza può essere cartacea.
- Palea: la palea, eventualmente carenata (o bicarenata), è membranosa con o senza barbe. In Echinochloa la punta è riflessa. In Ottochloa e Parodiophyllochloa la palea inferiore è assente.
- Lemma: il lemma è membranoso eventualmente con bordi ialini o precisi, con o senza barbe; in alcune specie l'apice è crestato.

I fiori fertili sono attinomorfi formati da 3 verticilli: perianzio ridotto, androceo  e gineceo.
- Formula fiorale:[6]

*, P 2, A (1-) 3(-6), G (2–3) supero, cariosside.
- Il perianzio è ridotto e formato da due lodicule, delle squame traslucide, poco visibili (forse relitto di un verticillo di 3 sepali). Le lodicule hanno una consistenza carnosa.
- L'androceo è composto da 3 stami ognuno con un breve filamento libero, una antera sagittata e due teche. Le antere sono basifisse con deiscenza laterale. Il polline è monoporato.
- Il gineceo è composto da 3-(2) carpelli connati formanti un ovario supero. L'ovario, glabro, ha un solo loculo con un solo ovulo subapicale (o quasi basale). L'ovulo è anfitropo e semianatropo e tenuinucellato o crassinucellato. Lo stilo, breve, è unico con due stigmi in genere piumosi.

### Frutti
I frutti sono del tipo cariosside, ossia sono dei piccoli chicchi indeiscenti, con forme ovoidali, nei quali il pericarpo è formato da una sottile parete che circonda il singolo seme. In particolare il pericarpo è fuso al seme ed è aderente. L'endocarpo non è indurito e l'ilo è puntiforme (lungamente lineare in Poecilostachys). L'embrione è provvisto quasi sempre di epiblasto ha un solo cotiledone (allungato) altamente modificato (scutello con fessura) in posizione laterale. I margini embrionali della foglia si sovrappongono.

## Biologia
Come gran parte delle Poaceae, le specie di questo genere si riproducono per impollinazione anemogama. Gli stigmi più o meno piumosi sono una caratteristica importante per catturare meglio il polline aereo. La dispersione dei semi avviene inizialmente a opera del vento (dispersione anemocora) e una volta giunti a terra grazie all'azione di insetti come le formiche (mirmecoria). Le spighette di alcune specie del genere Lasiacis sono mangiate e disperse dagli uccelli mangiatori di frutta.

## Distribuzione e habitat
La distribuzione delle specie di questo gruppo è soprattutto tropicale (in tutti i continenti).
| Genere             | Distribuzione                                      | Numero cromosomico       | Ciclo fotosintetico |
| ------------------ | -------------------------------------------------- | ------------------------ | ------------------- |
| Acritochaete       | Africa tropicale                                   |                          |                     |
| Acroceras          | Sud America, Africa e India                        | 2n = 36                  | C3                  |
| Alloteropsis       | Africa, Asia tropicale e Australia                 | 2n = 18 e 54             | C3/C4               |
| Amphicarpum        | Stati Uniti orientali                              | 2n = 18                  | C3                  |
| Chasechloa         | Madagascar                                         |                          |                     |
| Cyphochlaena       | Madagascar                                         |                          | C3                  |
| Cyrtococcum        | Aree tropicali del Vecchio Mondo                   |                          | C3                  |
| Echinochloa        | Cosmopolita                                        | 2n = 36, 54 e 72         | C4                  |
| Entolasia          | Africa tropicale e Australia                       | 2n = 18                  | C3                  |
| Lasiacis           | America tropicale                                  | 2n = 18 e 36             | C3                  |
| Mayariochloa       | Cuba                                               |                          | C3/C4               |
| Microcalamus       | Camerun e Gabon                                    |                          | C3                  |
| Morronea           | America centrale e meridionale                     |                          | C3                  |
| Oplismenus         | Regioni tropicali e subtropicali di tutto il mondo | 2n = 18, 36, 54, 72 e 90 | C3                  |
| Ottochloa          | Africa centrale, Asia tropicale e Australia        | 2n = 18                  | C3                  |
| Parodiophyllochloa | Dal Messico all'Argentina                          |                          | C3                  |
| Poecilostachys     | Africa centrale e Madagascar                       |                          | C3                  |
| Pseudechinolaena   | Regioni tropicali di tutto il mondo                | 2n = 36                  | C3                  |
| Setiacis           | Isola di Hainan (Cina)                             |                          |                     |
| Stolonochloa       | Australia orientale                                |                          |                     |

## Tassonomia
La famiglia delle Poacee comprende circa 800 generi e oltre 9.000 specie. È una delle famiglie più numerose e più importanti del gruppo delle monocotiledoni. La famiglia è suddivisa in 12 sottofamiglie, la sottotribù Boivinellinae fa parte della sottofamiglia Panicoideae.

### Generi
La sottotribù si compone di 18 generi e 157 specie:
- Acritochaete Pilg. (1 specie)
- Acroceras Stapf (22 spp.)
- Alloteropsis J.Presl (5 spp.)
- Amphicarpum Kunth (2 spp.)
- Chasechloa A.Camus (2 spp.)
- Cyphochlaena Hack. (2 spp.)
- Cyrtococcum Stapf (14 spp.)
- Echinochloa P.Beauv. (36 spp.)
- Entolasia Stapf (6 spp.)
- Lasiacis (Griseb.) Hitchc. (15 spp.)
- Mayariochloa Salariato, Morrone & Zuloaga (1 sp.)
- Microcalamus Franch. (1 sp.)
- Morronea Zuloaga & Scataglini (6 spp.)
- Oplismenus P.Beauv. (7 spp.)
- Ottochloa Dandy (3 spp.)
- Parodiophyllochloa Zuloaga & Morrone (6 spp.)
- Poecilostachys Hack. (15 spp.)
- Pseudechinolaena Stapf (6 spp.)
- Pseudolasiacis (A.Camus) A.Camus (3 spp.)
- Stolonochloa E.J.Thomps. (2 spp.)

### Specie della flora italiana
Nella flora spontanea italiana per questa sottotribù sono presenti i seguenti generi:
- Echinochloa: 6 specie.
- Oplismenus: una specie.

### Filogenesi
All'interno della famiglia Poaceae la sottofamiglia Panicoideae appartiene al clade "PACMAD" (formato dalle sottofamiglie Aristidoideae, Arundinoideae, Micrairoideae, Danthonioideae, Chloridoideae e Panicoideae). Questo clade con il clade BEP (formato dalle sottofamiglie Ehrhartoideae, Bambusoideae e Pooideae) forma un "gruppo fratello" (il clade BEP a volte è chiamato clade "BOP" in quanto la sottofamiglia Ehrhartoideae a volte è chiamata Oryzoideae). La sottofamiglia di questa voce, nell'ambito del clade "PACMAD", a parte la sottofamiglia Aristidoideae in posizione "basale", forma un "gruppo fratello" con il resto delle sottofamiglie del clade.
Il clade "PACMAD" è un gruppo fortemente supportato fin dalle prime analisi filogenetiche di tipo molecolare. Questo gruppo non ha evidenti sinapomorfie morfologiche con l'unica eccezione dell'internodo mesocotiledone allungato dell'embrione. Questo clade inoltre è caratterizzato, nella maggior parte delle piante, dal ciclo fotosintetico di tipo C4 (ma anche a volte tipo C3 in quanto ancestralmente era C3).
La sottotribù Boivinellinae, definita anche come "clade della foresta ombra" (soprattutto i generi Acroceras, Echinochloa, Lasiacis, Oplismenus, Parodiophyllochloa e Pseudechinolaena), fa parte del secondo gruppo di tribù che si sono differenziate nell'ambito della sottofamiglia e in questo gruppo fa parte della supertribù "Panicodae"  L. Liu, 1980 e quindi della tribù Paniceae R.Br., 1814 e in questo ambito occupa una posizione come "gruppo fratello" alla sottotribù Dichantheliinae. Nelle specie di questa sottotribù il ciclo fotosintetico è sia del tipo C3 che C4. Il genere Alloteropsi è monofiletico. Il genere Amphicarpum con il genere Entolasia formano probabilmente un "gruppo fratello". Un altro "gruppo fratello" è formato dai generi Poecilostachys e Oplismenus e (in posizione "basale") dal genere Cyphochlaena: tutti e tre condividono le spighette compresse lateralmente. Le specie di Parodiophyllochloa sono state separate dal genere Panicum in base alla morfologia e anatomia fogliare e alla posizione nella filogenesi molecolare.
Per questa sottotribù sono state individuate le seguenti sinapomorfie:
- Acroceras: le glume e i lemmi superiori hanno entrambi gli apici crestati, smussati, duri e compressi lateralmente e sono di colore verdastro;
- Amphicarpum: nelle piante di questo genere alcune spighette sono sotterranee e cleistogame;
- Cyphochlaena: delle due spighette accoppiate, una è sessile e staminata o sterile, l'altra è pedicellata e pistillata o ermafrodita;
- Echinochloa: le ligule sono spesso assenti; la punta della palea e riflessa;
- Entolasia: sia il lemma superiore e la palea sono ricoperti da piccoli peli appressati;
- Lasiacis: le glume e il lemma inferiore a maturità anneriscono e l'epidermide si riempie di globuli oleosi; gli apici del lemma superiore e della palea si ricoprono di minuscole cavità e di pubescenza lanosa;
- Oplismenus: la glume superiore all'apice presenta una secrezione;
- Pseudechinolaena:  la glume superiore è gibbosa, con tubercoli basali e peli uncinati che si sviluppano dopo la fecondazione.

Il cladogramma seguente, tratto dallo studio citato, mostra una possibile configurazione filogenetica della sottotribù.
|  | Acroceras                                                 |
|  |                                                           |
|  | \| \| Entolasia \| \| \| \| \| \| Amphicarpum \| \| \| \| |
|  |                                                           |
|  | Entolasia                                                 |
|  |                                                           |
|  | Amphicarpum                                               |
|  |                                                           |

|  | Entolasia   |
|  |             |
|  | Amphicarpum |
|  |             |

|  | Acroceras                                                 |
|  |                                                           |
|  | \| \| Entolasia \| \| \| \| \| \| Amphicarpum \| \| \| \| |
|  |                                                           |
|  | Entolasia                                                 |
|  |                                                           |
|  | Amphicarpum                                               |
|  |                                                           |

|  | Entolasia   |
|  |             |
|  | Amphicarpum |
|  |             |

|  | Pseudechinolaena                                            |
|  |                                                             |
|  | Lasiacis                                                    |
|  |                                                             |
|  | Cyrtococcum                                                 |
|  |                                                             |
|  | \| \| Oplismenus \| \| \| \| \| \| Cyphochlaena \| \| \| \| |
|  |                                                             |
|  | Oplismenus                                                  |
|  |                                                             |
|  | Cyphochlaena                                                |
|  |                                                             |

|  | Oplismenus   |
|  |              |
|  | Cyphochlaena |
|  |              |

|  | Pseudechinolaena                                            |
|  |                                                             |
|  | Lasiacis                                                    |
|  |                                                             |
|  | Cyrtococcum                                                 |
|  |                                                             |
|  | \| \| Oplismenus \| \| \| \| \| \| Cyphochlaena \| \| \| \| |
|  |                                                             |
|  | Oplismenus                                                  |
|  |                                                             |
|  | Cyphochlaena                                                |
|  |                                                             |

|  | Oplismenus   |
|  |              |
|  | Cyphochlaena |
|  |              |

|  | Acroceras                                                 |
|  |                                                           |
|  | \| \| Entolasia \| \| \| \| \| \| Amphicarpum \| \| \| \| |
|  |                                                           |
|  | Entolasia                                                 |
|  |                                                           |
|  | Amphicarpum                                               |
|  |                                                           |

|  | Entolasia   |
|  |             |
|  | Amphicarpum |
|  |             |

|  | Acroceras                                                 |
|  |                                                           |
|  | \| \| Entolasia \| \| \| \| \| \| Amphicarpum \| \| \| \| |
|  |                                                           |
|  | Entolasia                                                 |
|  |                                                           |
|  | Amphicarpum                                               |
|  |                                                           |

|  | Entolasia   |
|  |             |
|  | Amphicarpum |
|  |             |

|  | Pseudechinolaena                                            |
|  |                                                             |
|  | Lasiacis                                                    |
|  |                                                             |
|  | Cyrtococcum                                                 |
|  |                                                             |
|  | \| \| Oplismenus \| \| \| \| \| \| Cyphochlaena \| \| \| \| |
|  |                                                             |
|  | Oplismenus                                                  |
|  |                                                             |
|  | Cyphochlaena                                                |
|  |                                                             |

|  | Oplismenus   |
|  |              |
|  | Cyphochlaena |
|  |              |

|  | Pseudechinolaena                                            |
|  |                                                             |
|  | Lasiacis                                                    |
|  |                                                             |
|  | Cyrtococcum                                                 |
|  |                                                             |
|  | \| \| Oplismenus \| \| \| \| \| \| Cyphochlaena \| \| \| \| |
|  |                                                             |
|  | Oplismenus                                                  |
|  |                                                             |
|  | Cyphochlaena                                                |
|  |                                                             |

|  | Oplismenus   |
|  |              |
|  | Cyphochlaena |
|  |              |

|  | Acroceras                                                 |
|  |                                                           |
|  | \| \| Entolasia \| \| \| \| \| \| Amphicarpum \| \| \| \| |
|  |                                                           |
|  | Entolasia                                                 |
|  |                                                           |
|  | Amphicarpum                                               |
|  |                                                           |

|  | Entolasia   |
|  |             |
|  | Amphicarpum |
|  |             |

|  | Acroceras                                                 |
|  |                                                           |
|  | \| \| Entolasia \| \| \| \| \| \| Amphicarpum \| \| \| \| |
|  |                                                           |
|  | Entolasia                                                 |
|  |                                                           |
|  | Amphicarpum                                               |
|  |                                                           |

|  | Entolasia   |
|  |             |
|  | Amphicarpum |
|  |             |

|  | Pseudechinolaena                                            |
|  |                                                             |
|  | Lasiacis                                                    |
|  |                                                             |
|  | Cyrtococcum                                                 |
|  |                                                             |
|  | \| \| Oplismenus \| \| \| \| \| \| Cyphochlaena \| \| \| \| |
|  |                                                             |
|  | Oplismenus                                                  |
|  |                                                             |
|  | Cyphochlaena                                                |
|  |                                                             |

|  | Oplismenus   |
|  |              |
|  | Cyphochlaena |
|  |              |

|  | Pseudechinolaena                                            |
|  |                                                             |
|  | Lasiacis                                                    |
|  |                                                             |
|  | Cyrtococcum                                                 |
|  |                                                             |
|  | \| \| Oplismenus \| \| \| \| \| \| Cyphochlaena \| \| \| \| |
|  |                                                             |
|  | Oplismenus                                                  |
|  |                                                             |
|  | Cyphochlaena                                                |
|  |                                                             |

|  | Oplismenus   |
|  |              |
|  | Cyphochlaena |
|  |              |

|  | Acroceras                                                 |
|  |                                                           |
|  | \| \| Entolasia \| \| \| \| \| \| Amphicarpum \| \| \| \| |
|  |                                                           |
|  | Entolasia                                                 |
|  |                                                           |
|  | Amphicarpum                                               |
|  |                                                           |

|  | Entolasia   |
|  |             |
|  | Amphicarpum |
|  |             |

|  | Acroceras                                                 |
|  |                                                           |
|  | \| \| Entolasia \| \| \| \| \| \| Amphicarpum \| \| \| \| |
|  |                                                           |
|  | Entolasia                                                 |
|  |                                                           |
|  | Amphicarpum                                               |
|  |                                                           |

|  | Entolasia   |
|  |             |
|  | Amphicarpum |
|  |             |

|  | Pseudechinolaena                                            |
|  |                                                             |
|  | Lasiacis                                                    |
|  |                                                             |
|  | Cyrtococcum                                                 |
|  |                                                             |
|  | \| \| Oplismenus \| \| \| \| \| \| Cyphochlaena \| \| \| \| |
|  |                                                             |
|  | Oplismenus                                                  |
|  |                                                             |
|  | Cyphochlaena                                                |
|  |                                                             |

|  | Oplismenus   |
|  |              |
|  | Cyphochlaena |
|  |              |

|  | Pseudechinolaena                                            |
|  |                                                             |
|  | Lasiacis                                                    |
|  |                                                             |
|  | Cyrtococcum                                                 |
|  |                                                             |
|  | \| \| Oplismenus \| \| \| \| \| \| Cyphochlaena \| \| \| \| |
|  |                                                             |
|  | Oplismenus                                                  |
|  |                                                             |
|  | Cyphochlaena                                                |
|  |                                                             |

|  | Oplismenus   |
|  |              |
|  | Cyphochlaena |
|  |              |

|  | Acroceras                                                 |
|  |                                                           |
|  | \| \| Entolasia \| \| \| \| \| \| Amphicarpum \| \| \| \| |
|  |                                                           |
|  | Entolasia                                                 |
|  |                                                           |
|  | Amphicarpum                                               |
|  |                                                           |

|  | Entolasia   |
|  |             |
|  | Amphicarpum |
|  |             |

|  | Acroceras                                                 |
|  |                                                           |
|  | \| \| Entolasia \| \| \| \| \| \| Amphicarpum \| \| \| \| |
|  |                                                           |
|  | Entolasia                                                 |
|  |                                                           |
|  | Amphicarpum                                               |
|  |                                                           |

|  | Entolasia   |
|  |             |
|  | Amphicarpum |
|  |             |

|  | Pseudechinolaena                                            |
|  |                                                             |
|  | Lasiacis                                                    |
|  |                                                             |
|  | Cyrtococcum                                                 |
|  |                                                             |
|  | \| \| Oplismenus \| \| \| \| \| \| Cyphochlaena \| \| \| \| |
|  |                                                             |
|  | Oplismenus                                                  |
|  |                                                             |
|  | Cyphochlaena                                                |
|  |                                                             |

|  | Oplismenus   |
|  |              |
|  | Cyphochlaena |
|  |              |

|  | Pseudechinolaena                                            |
|  |                                                             |
|  | Lasiacis                                                    |
|  |                                                             |
|  | Cyrtococcum                                                 |
|  |                                                             |
|  | \| \| Oplismenus \| \| \| \| \| \| Cyphochlaena \| \| \| \| |
|  |                                                             |
|  | Oplismenus                                                  |
|  |                                                             |
|  | Cyphochlaena                                                |
|  |                                                             |

|  | Oplismenus   |
|  |              |
|  | Cyphochlaena |
|  |              |

|  | Acroceras                                                 |
|  |                                                           |
|  | \| \| Entolasia \| \| \| \| \| \| Amphicarpum \| \| \| \| |
|  |                                                           |
|  | Entolasia                                                 |
|  |                                                           |
|  | Amphicarpum                                               |
|  |                                                           |

|  | Entolasia   |
|  |             |
|  | Amphicarpum |
|  |             |

|  | Acroceras                                                 |
|  |                                                           |
|  | \| \| Entolasia \| \| \| \| \| \| Amphicarpum \| \| \| \| |
|  |                                                           |
|  | Entolasia                                                 |
|  |                                                           |
|  | Amphicarpum                                               |
|  |                                                           |

|  | Entolasia   |
|  |             |
|  | Amphicarpum |
|  |             |

|  | Pseudechinolaena                                            |
|  |                                                             |
|  | Lasiacis                                                    |
|  |                                                             |
|  | Cyrtococcum                                                 |
|  |                                                             |
|  | \| \| Oplismenus \| \| \| \| \| \| Cyphochlaena \| \| \| \| |
|  |                                                             |
|  | Oplismenus                                                  |
|  |                                                             |
|  | Cyphochlaena                                                |
|  |                                                             |

|  | Oplismenus   |
|  |              |
|  | Cyphochlaena |
|  |              |

|  | Pseudechinolaena                                            |
|  |                                                             |
|  | Lasiacis                                                    |
|  |                                                             |
|  | Cyrtococcum                                                 |
|  |                                                             |
|  | \| \| Oplismenus \| \| \| \| \| \| Cyphochlaena \| \| \| \| |
|  |                                                             |
|  | Oplismenus                                                  |
|  |                                                             |
|  | Cyphochlaena                                                |
|  |                                                             |

|  | Oplismenus   |
|  |              |
|  | Cyphochlaena |
|  |              |

|  | Acroceras                                                 |
|  |                                                           |
|  | \| \| Entolasia \| \| \| \| \| \| Amphicarpum \| \| \| \| |
|  |                                                           |
|  | Entolasia                                                 |
|  |                                                           |
|  | Amphicarpum                                               |
|  |                                                           |

|  | Entolasia   |
|  |             |
|  | Amphicarpum |
|  |             |

|  | Acroceras                                                 |
|  |                                                           |
|  | \| \| Entolasia \| \| \| \| \| \| Amphicarpum \| \| \| \| |
|  |                                                           |
|  | Entolasia                                                 |
|  |                                                           |
|  | Amphicarpum                                               |
|  |                                                           |

|  | Entolasia   |
|  |             |
|  | Amphicarpum |
|  |             |

|  | Pseudechinolaena                                            |
|  |                                                             |
|  | Lasiacis                                                    |
|  |                                                             |
|  | Cyrtococcum                                                 |
|  |                                                             |
|  | \| \| Oplismenus \| \| \| \| \| \| Cyphochlaena \| \| \| \| |
|  |                                                             |
|  | Oplismenus                                                  |
|  |                                                             |
|  | Cyphochlaena                                                |
|  |                                                             |

|  | Oplismenus   |
|  |              |
|  | Cyphochlaena |
|  |              |

|  | Pseudechinolaena                                            |
|  |                                                             |
|  | Lasiacis                                                    |
|  |                                                             |
|  | Cyrtococcum                                                 |
|  |                                                             |
|  | \| \| Oplismenus \| \| \| \| \| \| Cyphochlaena \| \| \| \| |
|  |                                                             |
|  | Oplismenus                                                  |
|  |                                                             |
|  | Cyphochlaena                                                |
|  |                                                             |

|  | Oplismenus   |
|  |              |
|  | Cyphochlaena |
|  |              |

|  | Acroceras                                                 |
|  |                                                           |
|  | \| \| Entolasia \| \| \| \| \| \| Amphicarpum \| \| \| \| |
|  |                                                           |
|  | Entolasia                                                 |
|  |                                                           |
|  | Amphicarpum                                               |
|  |                                                           |

|  | Entolasia   |
|  |             |
|  | Amphicarpum |
|  |             |

|  | Acroceras                                                 |
|  |                                                           |
|  | \| \| Entolasia \| \| \| \| \| \| Amphicarpum \| \| \| \| |
|  |                                                           |
|  | Entolasia                                                 |
|  |                                                           |
|  | Amphicarpum                                               |
|  |                                                           |

|  | Entolasia   |
|  |             |
|  | Amphicarpum |
|  |             |

|  | Pseudechinolaena                                            |
|  |                                                             |
|  | Lasiacis                                                    |
|  |                                                             |
|  | Cyrtococcum                                                 |
|  |                                                             |
|  | \| \| Oplismenus \| \| \| \| \| \| Cyphochlaena \| \| \| \| |
|  |                                                             |
|  | Oplismenus                                                  |
|  |                                                             |
|  | Cyphochlaena                                                |
|  |                                                             |

|  | Oplismenus   |
|  |              |
|  | Cyphochlaena |
|  |              |

|  | Pseudechinolaena                                            |
|  |                                                             |
|  | Lasiacis                                                    |
|  |                                                             |
|  | Cyrtococcum                                                 |
|  |                                                             |
|  | \| \| Oplismenus \| \| \| \| \| \| Cyphochlaena \| \| \| \| |
|  |                                                             |
|  | Oplismenus                                                  |
|  |                                                             |
|  | Cyphochlaena                                                |
|  |                                                             |

|  | Oplismenus   |
|  |              |
|  | Cyphochlaena |
|  |              |